# Francesco Scorsa
Francesco Scorsa (Soverato, 17 dicembre 1946 – Bologna, 19 agosto 2023) è stato un calciatore e allenatore di calcio italiano, di ruolo difensore.

## Carriera

### Giocatore
Trasferitosi sin da ragazzo a Bologna, cresce calcisticamente nella squadra rossoblu ricoprendo inizialmente il ruolo di mezzala per poi trasformarsi in libero. Nel 1966-1967 è al Cervia, Serie D, e dopo 15 presenze, nel novembre 1967 arriva la chiamata del Cesena. Mai utilizzato nella prima stagione, nelle successive quattro colleziona 106 presenze e 2 gol.

Scorsa (in piedi, al centro) al Cesena nella stagione 1970-1971

Il Bologna lo riporta a casa nell'estate del 1972. Esordisce in Serie A il primo ottobre dello stesso anno a Milano contro l'Inter, giocando in tutto 13 partite. Ricomincia da Foggia, e nella stagione 1973-1974 somma 11 gettoni con i rossoneri che retrocedono in Serie B. Quell'anno il 12 maggio Scorsa stoppò il pallone con la mano con la Lazio che si procurò un rigore e vinse il suo primo scudetto.
L'Ascoli, matricola assoluta del campionato di Serie A, lo chiama nel giugno del 1974 e per lui sarà il primo di nove campionati in bianconero. Gioca in tutto 214 presenze, segnando 2 gol di cui uno in Serie A, ad Udine, il 31 gennaio 1982. Con la squadra del Presidente Rozzi vanta il record del giocatore con il maggior numero di presenze in maglia bianconera in Serie A (144).
Lascia l'Ascoli a quasi trentasette anni, nel 1983, per chiudere la carriera nel Ravenna, in Serie C2 (20 presenze). Con i bianconeri marchigiani raggiunge il quarto posto in Serie A nel 1979-1980 ed il primo posto con un punteggio-record, 61 punti, in Serie B nel 1977-1978 e conquista cinque salvezze.

### Allenatore
Cessata l'attività agonistica intraprende quella di allenatore, svolta prevalentemente in compagini del Sud Italia e nelle serie inferiori, con tre apparizioni in Serie B alla guida di Catanzaro, Licata e Messina. Nella stagione 1996-1997 è tornato brevemente da allenatore, all'Ascoli, per guidare i bianconeri in Serie C1.

## Palmarès

### Giocatore

#### Competizioni nazionali
- Serie C: 1

Cesena: 1967-1968 (Girone B)
- Serie B: 1

Ascoli: 1977-1978
- Torneo di Capodanno: 1

Ascoli: 1981

#### Competizioni internazionali
- The Red Leaf Cup: 1

Ascoli: 1980